# Orehova vas
Orehova vas je naselje v Občini Hoče - Slivnica. Kraj je bil prvič omenjen leta 1234. Je strnjeno, povečini obcestno naselje. Prevladujejo enotni, v novejšem času prenovljeni kmečki domovi, ceste so asfaltirane.
Glavni poljščini sta krompir za tržišče in koruza za potrebe živinoreje. Kmečka opravila so mehanizirana. Ob hišah so brajde in stari sadovnjaki.
Leta 1953 so na vzhodni strani naselja izgradili travnato aeroklubsko letališče Maribor, ki je bilo leta 1976 dograjeno za mednarodni civilni promet.
Sredi vasi je bil leta 1960 zgrajen dom Avto-moto društva Orehova vas, ki prireja v bližnjem Radizelu tekmovanja v motokrosu za državno in svetovno prvenstvo ter vsakoletno tombolo. V stavbi Avto-moto društva je svoj čas bila tudi poslovalnica pošte (ta je zdaj v Slivnici).
Mimo kraja poteka železniška proga Maribor - Celje. Na njej je bila ob gradnji železnice zgrajena tudi železniška postaja Orehova vas. Ima pa naselje tudi direktno povezavo na Podravsko avtocesto (A4) z izvozom aerodrom (poimenovanem po letališču Edvarda Rusjana Maribor).
V Orehovi vasi so našli kamnito sekiro, ki jo hrani Pokrajinski muzej Maribor.